# Cercavores de Kozlov
El cercavores de Kozlov (Prunella koslowi) és un ocell de la família dels prunèl·lids (Prunellidae). El seu estat de conservació es considera de risc mínim.
El nom específic de Kozlov fa referència a l'explorador rus Pyotr Kozlov (1863-1935).

## Hàbitat i distribució
Habita zones amb arbusts i herba a les muntanyes de Mongòlia i nord de la Xina.